# 제2차 이아시-키시뇨프 공세
제2차 이아시-키시뇨프 공세(루마니아어: Operațiunea Iași-Chișinău, 러시아어: Ясско-кишинёвская стратегическая наступательная операция)는 제2차 세계 대전 당시 소련군 제2우크라이나 전선군과 제3우크라이나 전선군이 독일 남우크라이나 집단군과 1944년 8월 20일부터 8월 29일까지 루마니아 동부 및 남부에서 맞붙은 전투이다. 소련군의 주요 목표는 루마니아 왕국이 점령한 베사라비아를 되찾고 발칸반도와 루마니아 내륙으로 진격하는 것이었다.
소련군의 공세로 독일군은 전멸하였으며, 소련군은 동유럽과 발칸반도로 진격할 발판을 마련했다. 한편 루마니아 왕국은 소련군의 압박으로 1944년 8월 23일 추축국에서 연합국으로 돌아섰다.

## 배경
독일군 사령부 장교들은 소련군의 움직임이 북쪽으로 군대를 전환시키기 위한 이동이라고 믿고 있었고, 소련군이 정확히 어디에 위치해 있는지 알지 못했다. 이에 비해 루마니아군은 소련의 공세가 곧 시작될 것이라고 믿었고 스탈린그라드 전투 당시 천왕성 작전처럼 추축군을 양쪽에서 포위할 것이라고 예상했지만, 독일군은 이를 지나친 기우라고 무시했다.